# Orson Knapp Miller
Pour les articles homonymes, voir Miller.
Orson Knapp Miller, né le 19 décembre 1930 à Cambridge (Massachusetts) et décédé le 9 juin 2006  à Boise (Idaho) est un mycologue américain.